# At Bear Track Gulch

At Bear Track Gulch est un film muet américain réalisé par Harold M. Shaw, sorti en 1913.

## Fiche technique
- Titre original : At Bear Track Gulch
- Réalisation : Harold M. Shaw
- Scénario : R.P. Janette
- Production : Edison Company
- Format : noir et blanc ; muet
- Durée : 14 minutes
- Genre : Western, Comédie
- Dates de sortie : 
  - États-Unis : 14 janvier 1913

## Distribution
- William West : Old Pete Griffin
- Herbert Prior : Big Slim
- George Lessey : Jack Turner
- Bigelow Cooper
- Edna Flugrath : Alice Lorraine
- John Sturgeon : M. Lorraine, père d'Alice